# Eduard Navàs
Eduard Navàs Sagarra (Reus, 1857 - segle XX) va ser un impressor català.

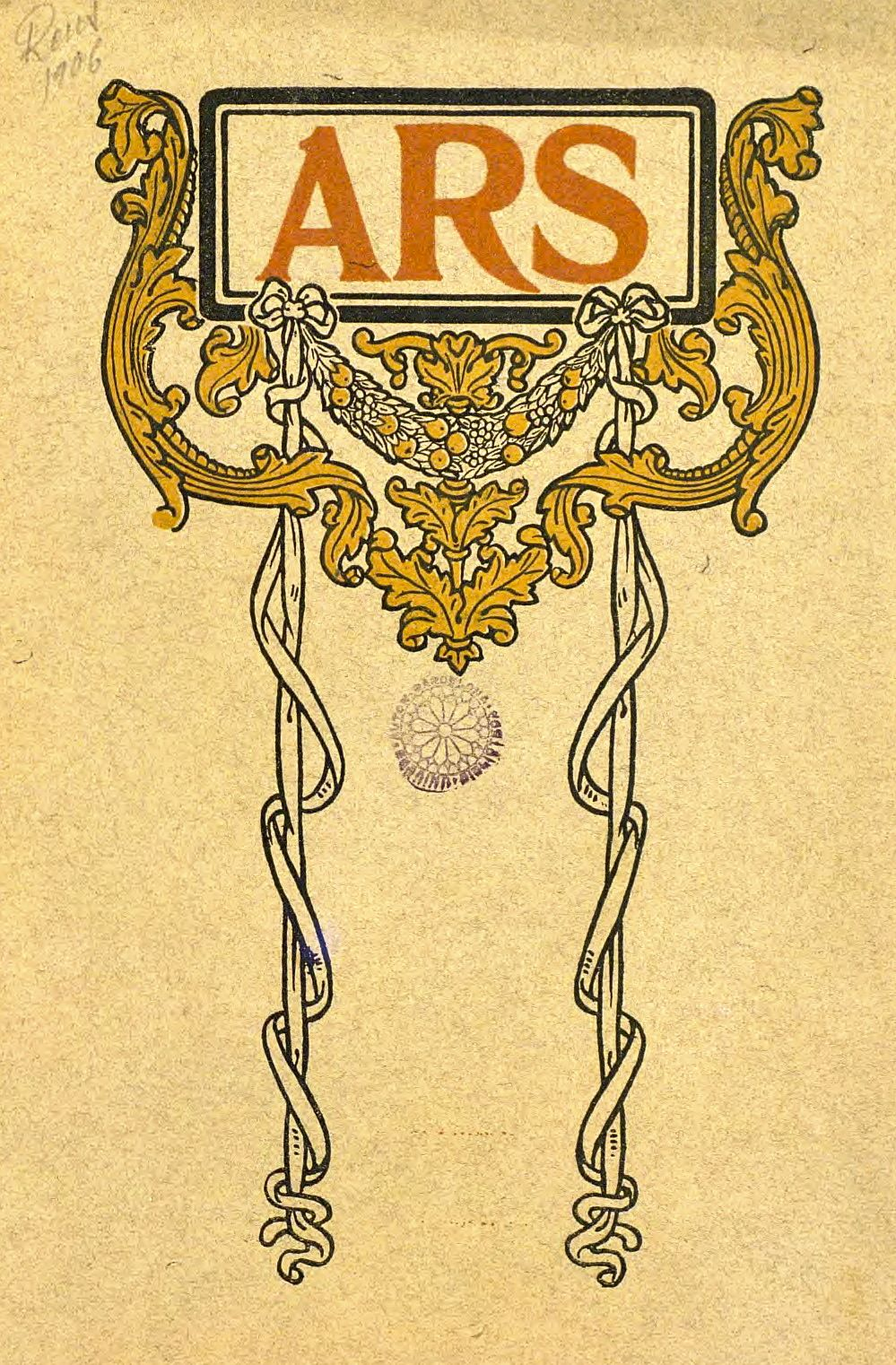
Ars revista del Centro de Lectura

La primera manifestació pública d'aquest impressor és de l'any 1878, quan va anunciar-se al periòdic Las Circunstancias de Reus, per indicar que havia obert un taller de litografia al raval Alt de Jesús número 29. D'aquell local no en va marxar mai. El taller era també impremta, i va ser una de les més importants a Reus a l'època del canvi del segle xix al xx per la seva qualitat. Va viure l'època d'esplendor del disseny modernista a la ciutat, i les capçaleres dels diaris i revistes que imprimia, les orles i caplletres i els gravats que van sortir dels seus obradors són encara avui motiu d'admiració. Dels seus tallers van sortir també una gran quantitat de periòdics. El 2 de novembre de 1878 va seguir amb la impressió de Las Circunstancias, un periòdic que va tenir molts trasbalsos amb les impremtes. El 1883 el Diario de la Noche, el 1887 El Distrito periòdic d'ideologia liberal que havia començat a imprimir Celestí Ferrando, la publicació satírica El Látigo i la revista professional La Medicina contemporánea. El 1889 imprimia La Lira i El Federal. El 1890 va iniciar la impressió de La Autonomía, un periòdic de tendència republicana federal que dirigia Ignasi Bo i Singla, i imprimia El Mercado de los cueros, una publicació professional. El 1891 va imprimir La Tos i alguns números de Reus Alegre, un periòdic que va passar per tres empreses diferents i del que només en van sortir 7 números. També el 1891 imprimia Reus literari, una de les publicacions del Grup modernista de Reus. El 1892 va re-emprendre la impressió de Las Circunstancias, que continuà fins al 1894. El 1893 va imprimir els dos primers números de L'Escut de Reus, una altra publicació modernista que va continuar imprimint després la impremta Sabater i La Gent del Llamp, també del Grup modernista de Reus. Pel setembre de 1893 imprimia El Noticiero de Reus, un diari de curta durada. El 1895 El Veloz, un periòdic esportiu, i el 1896 la Revista de Sport, que anteriorment havia sortit dels tallers de Celestí Ferrando. El mateix 1896 va començar la impressió del periòdic integrista Semanario Católico de Reus, que al cap d'uns números va passar a la Impremta de Fills de Sanjuan. El 1900 va imprimir el Butlletí de la Lliga Catalanista de Reus. El 1901 imprimia El Pandemonium, el 1905 Germinal, el 1906 Ars: revista del Centro de Lectura, el 1910 i 1911 Athenaeum, també una publicació del Centre de Lectura. El 1920 va fer-se càrrec de la impressió de la tercera època de la Revista del Centro de Lectura que continuà imprimint fins al 1934. Més endavant d'aquesta data no es coneixen impresos de Navàs. També va ser important la seva publicació de llibres. Del seu taller van sortir gairebé totes les publicacions de l'Estació Enològica de Reus, els programes de l'Associació de Concerts, opuscles del Pantà de Riudecanyes, entitat de la qual n'era membre, ordenances municipals, reglaments d'entitats, llibres de Güell i Mercader, i moltes postals, targetes de visita, impresos comercials, anuncis, etc. Va conservar quasi sempre el nom de "Litografia" en els seus impresos, bé com a "Tipo-Litografia" (ho trobem el 1887) o com a "Impremta, Litografia y Fotogravat d'Eduart Navàs" el 1900 o "Impremta i Litografia d'Eduard Navàs" a la Revista del Centre de Lectura el 1925. Els cartells i dibuixos que imprimia van ser molt coneguts a catalunya, sobretot els d'època modernista. Alguns coneguts artistes van fer dissenys per ell, com ara Alexandre Cardunets o A. de Riquer.
Eduard Navàs era també molt aficionat a la fotografia. El 1901 va obrir al local de la seva impremta el primer establiment de material fotogràfic a Reus que s'anunciava com a “depósito de productos, aparatos y accesorios para la fotografía”. El 1905 va guanyar diversos premis de fotografia en un concurs organitzat pel Centre de Lectura. Algunes de les postals impreses per ell i que tenia a la venda, són d'imatges de Reus i els voltants fetes per ell. Va ser membre de la junta de la Secció d'Art del Centre de Lectura des d'on va organitzar una important exposició de cartells publicitaris, la tercera d'aquesta temàtica realitzada a Catalunya, sota la supervisió del dibuixant local Ramon Casals i Vernis. El 1911 era secretari del Centre de Lectura, i el 2 de maig d'aquell any va redactar la primera acta de l'entitat escrita en català, i en aquesta llengua es continuaran redactant les actes fins al 1939. Va formar part activa de la vida cultural i artística de la ciutat.